# Surdisorex
Surdisorex (Thomas, 1906) è un genere di toporagni della famiglia dei Soricidi.

## Descrizione

### Dimensioni
Al genere Surdisorex appartengono toporagni di piccole dimensioni, con lunghezza della testa e del corpo tra 82 e 110 mm, la lunghezza della coda tra 20 e 35 mm e un peso fino a 27,5 g.

### Caratteristiche craniche e dentarie
Il cranio è allungato con una scatola cranica larga e due fori vascolari sulla parte superiore tra le orbite. Sono presenti tre denti superiori unicuspidati.
Sono caratterizzati dalla seguente formula dentaria:

### Aspetto
Il corpo è relativamente tozzo, con una testa larga ed il muso appuntito. La pelliccia è corta e densa. Sono privi di orecchio esterno, mentre gli occhi sono molto piccoli, vestigiali e nascosti nella pelliccia. Le zampe anteriori sono ingrandite, con gli artigli lunghi e larghi, adattamento ad una vita semi-fossoria. Le tre dita centrali sono lunghe mentre le esterne sono più corte, raggiungendo soltanto la prima falange delle altre dita. I piedi sono corti, con corte dita fornite di artigli chiari. La coda è circa un terzo della lunghezza della testa e del corpo ed è ricoperta densamente di corte setole nerastre. Le femmine hanno tre paia di mammelle inguinali.

## Distribuzione
Il genere è endemico del Kenya.

## Tassonomia
Il genere comprende 3 specie.
- Surdisorex norae
- Surdisorex polulus
- Surdisorex schlitteri